# Annular Blast
Ein Annular-Blast-Gefechtskopf (AB-Gefechtskopf) ist eine spezielle Form eines Splittergefechtskopfes, der vor allem bei Luftabwehr- und Luftkampfraketen zum Einsatz kommt. Im Gegensatz zu herkömmlichen Splittergefechtsköpfen wird hier die Wirkung in der Ebene (und bei weiterentwickelten Modellen zusätzlich in Richtung) des Zieles gebündelt, wodurch sich ein ringförmiges (engl. annular) Streumuster ergibt. Dadurch wird bei gleicher Gefechtskopfgröße eine höhere Zerstörungswirkung erreicht bzw. ist bei gegebener Wirkung eine kleine Auslegung des Gefechtskopfes und damit des Trägersystemes möglich.

## Einordnung

Eine Springmine erzeugt einen Annular Blast.

Während sich die Bezeichnung ursprünglich nur auf Sprengköpfe mit ringförmiger Streuwirkung bezog, wird sie heute im Allgemeinen auch für weiterentwickelte Gefechtsköpfe verwendet, bei denen durch konstruktive Maßnahmen eine zusätzliche gezielte Bündelung der Splitterwirkung erreicht wird. Im Sinne der Definition würden auch andere Splitterladungen mit radialer Wirkung (beispielsweise bei Springminen) zu den AB-Gefechtsköpfen zählen, allerdings taucht der Begriff in der Literatur praktisch ausnahmslos im Zusammenhang mit Luftabwehr- und Luftkampfraketen auf.

## Aufbau und Funktionsweise

### Richtwirkung durch Formgebung
In der ursprünglichen Form erzielen die Gefechtsköpfe eine radiale Streuwirkung durch eine entsprechende Formgebung des Sprengstoffkernes und des ihn umgebenden Splittermantels. In der einfachsten Form ist dabei der Mantel eines zylinderförmigen Sprengstoffkerns mit vorgeformten Splittern belegt oder besteht aus einem vorfragmentierten Material. Dadurch breitet sich die Splitterwolke nach der Detonation radial zur Längsachse des Zylinders aus.

### Richtwirkung durch selektive Zündung
Der Gefechtskopf ist wie oben geformt, jedoch anstelle eines einzelnen zentralen Initialzünders mit mehreren versehen, die radial angeordnet sind und separat ausgelöst werden können. Je nach Ausgangspunkt breiten sich die Detonationswelle und damit die Splitterwolke dann unsymmetrisch in Form einer Ellipse aus. Dies setzt allerdings die Verwendung von Zündsystemen voraus, die nicht nur den Abstand zum Ziel, sondern auch dessen Lage in Bezug zum Gefechtskopf feststellen können.

### Richtwirkung durch Verformung
Bei dieser am weitesten entwickelten Variante wird die Richtwirkung noch durch eine gezielte Verformung des Gefechtskopfes vor der eigentlichen Detonation verbessert. Dazu ist dieser auf der Außenseite mit zusätzlichen Sprengstoff-Lamellen belegt, die jeweils eigene Zünder besitzen. Detoniert die dem Ziel zugewandte Lamelle, so wird der Gefechtskopf an dieser Stelle abgeflacht. In Verbindung mit der selektiven Zündung der Hauptladung führt das dazu, dass (analog z. B. zur Richtmine M18 Claymore) bei der Detonation des eigentlichen Sprengsatzes ein großer Teil der Splitter in diese Richtung beschleunigt wird. Beide Explosionen laufen dabei unmittelbar aufeinander folgend ab.

## Verwendung
Der Gefechtskopftyp kam oder kommt unter anderem in folgenden Raketen zum Einsatz:
- AIM-120 AMRAAM
- AIM-9 Sidewinder (ab Version AIM-9L)
- MIM-104 Patriot
- MICA
- IRIS-T
- 9M82 Lenkwaffe des Systems S-300W
- 48N6DM Lenkwaffe des Systems S-300P